# Leslie Frankenheimer
Leslie Frankenheimer (née le 2 octobre 1948 à Los Angeles et morte le 22 janvier 2013 dans la même ville) est une chef décoratrice américaine.
Au cours d'une carrière longue de 30 ans, son travail a été récompensé par quatre Emmy Awards.

## Biographie
Née Leslie Mc Carthy, elle commence sa carrière sur le petit écran en 1980 avec la série télévisée Galactica 1980 et travaille la même année pour le cinéma avec le film The Blues Brothers. Elle est aussi à l'origine des décors de la série Star Trek.
En 1982, elle travaille pour le film Blade Runner de Ridley Scott, nommé aux Oscars pour la qualité de ses décors.
Leslie Frankenheimer reçoit son premier Emmy Award en 1987 pour la série Max Headroom de Peter Waag, puis son deuxième en 1999 pour l'épisode pilote de Buddy Faro. Ses travaux sur les décors du téléfilm James Dean en 2002 et ceux de la série La Caravane de l'étrange en 2004 lui valent respectivement sa troisième et sa quatrième récompenses.
Après un long combat contre une leucémie, Leslie Frankenheimer décède dans sa ville natale le 22 janvier 2013, à l'âge 64 ans.